# Clossiana hyperusia
Clossiana hyperusia är en fjärilsart som beskrevs av Hans Fruhstorfer 1907. Clossiana hyperusia ingår i släktet Clossiana och familjen praktfjärilar. Inga underarter finns listade i Catalogue of Life.